# Conductor 1492
Conductor 1492 è un film del 1924, diretto da Frank Griffin e Charles Hines.

## Trama
Terry O'Toole lascia la nativa Irlanda alla volta dell'America. Farà stanza nella città immaginaria di Loteda, in Ohio, dove vent'anni prima suo padre Mike  - che, congedandosi dal figlio, gli consegna un bambolotto in pezza, sicuro gli porterà fortuna – aveva svolto il mestiere di conducente di tram. Terry, una volta giuntovi – e sceso presso una pensione con 45 ospiti e due soli bagni, motivo di diverse gag, fra le quali quella in cui si traveste da sedia - segue le orme paterne ed intraprende il suo stesso lavoro. Sul suo cappellino di servizio svetta la targhetta: "Conducente numero 1492".
Un giorno, mentre è alla guida del suo mezzo, egli intraprende una gara di velocità con la sorprendentemente rapida automobile-giocattolo del piccolo Bobby – il figlio minore di Denman Connelly, presidente della Loteda Traction Company, la locale azienda tranviaria, quindi datore di lavoro di Terry - che si aggira pericolosamente su di essa nel traffico cittadino. Terry perde la corsa, e come pegno per la sconfitta consegna temporaneamente a Bobby, perché vi ci giochi, il bambolotto irlandese, con l'accordo che il bambino glie l'avrebbe reso in seguito.
Ai vertici della Loteda Traction Company è da tempo in corso una feroce lotta fra i due maggiori azionisti: James Stoddard, vice-presidente della compagnia, che vorrebbe alzare i prezzi dei biglietti, e Denman Connelly, contrario a tale strategia. Il problema è che ciascuno di essi possiede il 49% delle azioni, e ogni decisione è resa impossibile dal fatto che colui a cui è intestato il restante 2% del totale, tale Louis Rosenthal, l'unico che potrebbe far abbassare il piatto della bilancia da una parte o dall'altra, risulta irreperibile e sconosciuto. Il legale dell'azienda, Richard Langford, promette di occuparsi della faccenda.
Qualche tempo dopo a Terry capita di evitare a Bobby un pericoloso incidente stradale nelle vie di Loteda. In segno di riconoscimento viene ricompensato e invitato a casa dei Connelly, dove fa la conoscenza della figlia maggiore di Denman, Edna, con la quale inizia a svilupparsi un rapporto amoroso, e dove Bobby gli restituisce il bambolotto, purtroppo malamente danneggiato. Vicino al capolinea del tram, nonché rimessa dei veicoli dell'azienda, c'è un ospedale delle bambole, dove il bambolotto viene portato per essere aggiustato.
Terry usa il denaro della ricompensa per far venire dall'Irlanda suo papà, Mike.
L'avvocato Richard Langford gioca sporco, e produce un falso Louis Rosenthal e dei falsi certificati azionari a lui intestati, consegnando questi ultimi a Stoddard, che in tal modo risulterebbe vincente nella diatriba aziendale. Ma a Mike O'Toole, che ha letto sul giornale l'intera vicenda, riesce facile venirne a capo: egli stesso – sotto il nome d'arte di Louis Rosenthal – è il possessore dei titoli azionari mancanti, che aveva acquistato 20 anni prima durante la sua permanenza a Loteda. I certificati relativi sono all'interno del bambolotto: basterebbe recuperarlo e tutto si risolverebbe a favore dei Connelly. Egli comunica la notizia a Denman.
Ma nell'ospedale delle bambole si sviluppa un incendio. Nei concitati avvenimenti che seguono Mike – prelevato da una festa in maschera in cui era travestito da cammello - si introduce nell'edificio in fiamme nel tentativo di recuperare la bambola, ma, sopraffatto dalle esalazioni, si accascia a terra. Giungerà Terry (a bordo dell'automobile-giocattolo, inseguito da Langford) a trarlo in salvo insieme al bambolotto ed alle carte in esso contenute.
In viaggio di nozze, Edna e Terry si recano in Irlanda.

## Produzione
Le riprese sono state effettuate negli studi della Warner Bros. a Burbank, e sono terminate nell'autunno del 1923.
La pellicola è conservata in svariati archivi cinematografici. Il Film & Television Archive dell'UCLA di Los Angeles, la George Eastman House di Rochester e la Biblioteca del Congresso ne detengono copie positive, in diacetato, formato 35mm, constanti di 7 rulli (uno risulta mancante) per una lunghezza complessiva di 1981 metri. La Associated Artists Productions/ United Artists negli anni '50 ne ha realizzata una copia in formato 16mm, custodita al Wisconsin Center for Film and Theater Research. Del film esistono pellicole variamente tinteggiate, come il rullo preservato presso i Prelinger Archives di San Francisco, che contiente la scena finale dell'incendio.

## Distribuzione
Distribuito dalla Warner Bros. Pictures, il film è uscito nelle sale cinematografiche statunitensi il 12 gennaio 1924.
Conductor 1492 è stato edito in VHS dalla Grapevine Video nel 1985, ed in DVD dalla Alpha Video nel 2007 (e successivamente nel 2009 e 2013), e dalla TeleVista nel 2009. Il film è visionabile su YouTube.

## Accoglienza
Dotato di un budget di 107͘͘͘͘000 dollari, secondo la Warner Bros. (1995) il film ha incassato 300000 dollari nel mercato interno e 34000 in quello estero.
La critica coeva ha apprezzato Conductor 1492, che è stato anche un buon successo di pubblico.
Scriveva C. S. Sewell su Moving Picture World del febbraio 1924: "Il nuovo lungometraggio di Johnny Hines realizzato per la Warner Brothers è una commedia dal passo veloce scritta dallo stesso Johnny, e dovrebbe soddisfare ogni tipo di pubblico. (…) Il film trasmette il fascino della vecchia Irlanda, con le sue facezie, la leggerezza di spirito e il suo pathos. (…) Mentre gran parte del materiale è già famigliare, è un tipo di commedia in cui Johnny riesce molto bene, trovandosi a suo agio in ogni situazione. Doris May nella parte della ragazza è soddisfacente, e bisognerebbe almeno far menzione di Dan Mason."
L'Exhibitors Trade Review del 1 marzo 1924 riporta la curiosa notizia che "per la prima volta nella storia del cinema il pubblico è entrato in sciopero, vociando così insistentemente che i gestori sono stati costretti a sospendere il film programmato per sostituirlo con quello in cartellone la settimana precedente. Il fatto è accaduto recentemente al Metropolitan Theatre di Baltimora quando Conductor 1492 (…) è stato riprogrammato sullo schermo a causa dell'insistente richiesta dei clienti."
Sul Film Daily del 23 marzo 1924 leggiamo: "Commedia drammatica, Conductor 1492 è prevalentemente una commedia con piccoli inserti drammatici (…) In altri termini, il film è composto di situazioni comiche contrappuntate con la trama, di per sé un po' debole. E si ride dall'inizio alla fine. (…) Non ha importanza che alcuni dei momenti comici sono indipendenti dalla trama. È un lavoro buono e tendenzialmente originale."